# Droga wojewódzka nr 621
Droga wojewódzka nr 621 (DW621) – droga wojewódzka położona na terenie województwa warmińsko-mazurskiego. Drogę utworzono na odcinku stanowiącym fragment od węzła Ełk Północ DK16 do węzeła Ełk Południe DK61. Arteria łączy Ełk ze wsią Nowa Wieś Ełcka.

## Poprzedni przebieg
Wcześniej drogę  otakim numerze utworzono w 2016 roku na odcinku stanowiącym fragment DK7 do czasu otwarcia Trasy Salomea-Wolica. Arteria łączyła Warszawę z Sękocinem Nowym. Na całym odcinku miała dwie jezdnie.
W 2017 roku została pozbawiona kategorii drogi wojewódzkiej i uzyskała kategorię drogi powiatowej.
Do 2003 roku droga wojewódzka o tym numerze łączyła Michałów-Reginów z wsią Chechnówką pod Nasielskiem. We wsi Dębe przecinała koryto Narwi na koronie zapory zbudowanej w roku 1963. Odcinek Wieliszew - Chechnówka był wspólny z DW632. Obecnie cały odcinek dawnej drogi 621 został włączony do drogi wojewódzkiej 632 (Płońsk - Marki).